# Élorn (pétrolier)
L'Élorn est un pétrolier-ravitailleur de la Marine nationale française, en service de 1931 à 1957.

## Histoire
Il est construit aux chantiers Deutsche Werft de Hambourg et lancé en octobre 1930. La marine nationale française le récupère aux titres de dommages de guerre. Il est admis au service actif le 24 août 1931 et prend le nom d'Élorn, un fleuve côtier breton. D'abord simple transporteur basé à Cherbourg, à partir de septembre 1939, il est basé à Toulon et va alors servir de ravitailleur. Entre septembre et novembre 1941, il est réaménagé pour lui permettre des ravitaillements à la mer. En 1943, il rejoint les forces françaises combattantes. Il est ensuite basé à Alger et participe au débarquement de Provence en août 1944. 
Après guerre, il est affecté en Indochine, assurant le ravitaillement en pétrole entre Singapour et Saïgon. Il rejoint Toulon en juillet 1947, puis la base navale de Bizerte en Tunisie avant de repartir en Indochine en mars 1948. En 1957, il est victime d'un abordage  avec le porte-avions La Fayette lors d'un ravitaillement à la mer, endommageant gravement les superstructures à bâbord. Réparé à l'arsenal de Toulon cette même année, il quitte ensuite le port méditerranéen pour Brest. Le 25 octobre, de nuit mais par temps clair, il s'échoue aux abords du phare de la Vieille sur le raz de Sein. La marée montante le dégage et malgré ses nombreuses voies d'eau, il reste à flot et parvient à rejoindre Brest. Mais trop endommagé, il est désarmé et est remplacé par La Saône.
C'est sur l'Élorn, que Jean Gabin, alors aux États-Unis et qui venait de s'engager dans la marine en avril 1943 traversera l'Atlantique, de Norfolk à Casablanca, affecté comme canonnier servant une pièce d'artillerie montées sur le pétrolier. Le bateau  alors équipé de plusieurs canons et pièces anti-aériennes sert alors d'escorteur à un convoi de pétroliers. Le convoi sera attaqué par des U-Boots et par la chasse allemande près des Acores.